# La Dama de Shalott (Waterhouse)
La Dama de Shalott (The Lady of Shalott, en anglès original) és una pintura a l'oli sobre tela feta el 1888 per l'artista anglès prerafaelita John William Waterhouse, exposada a la Tate Britain. L'obra és una representació d'una escena del poema de 1832 del mateix nom d'Alfred Tennyson, on el poeta descriu la difícil situació d'una dona jove, vagament basada en la figura d'Elaine d'Astolat de la llegenda medieval d'Artús, que anhelava un amor no correspost pel cavaller Sir Lancelot, aïllat sota una maledicció no revelada en una torre prop de Camelot. Tennyson també va reelaborar la història en Elaine, que forma part de la saga Idil·lis del rei Artur, publicada el 1859, encara que en aquesta versió la Lady està alineada amb la visió feudal en el seu viatge final. Waterhouse va pintar tres versions diferents d'aquest personatge, el 1888, 1894, i 1915.
D'acord amb la versió de Tennyson de la llegenda, a la Dama de Shalott li estava prohibit mirar directament a la realitat o el món exterior; en lloc d'això estava condemnada a veure el món a través d'un mirall, i teixir el que veia en un tapís. La seva desesperació es va accentuar en veure parelles d'enamorats entrellaçats en la llunyania, i va passar els seus dies i nits de dolor per a un retorn a la normalitat. Un dia, la lady va veure passar sir Lancelot en el reflex del mirall, i es va atrevir a mirar en Camelot, donant lloc a una maledicció. Es va escapar en un vaixell durant una tempesta de tardor, amb la inscripció The Lady of Shalott a la proa. Quan navegava cap a Camelot a una mort segura, va clamar un lament. El seu cos va ser trobat congelat poc després pels cavallers i dames de Camelot, un dels quals era Lancelot, qui va pregar a Déu que tingués misericòrdia de la seva ànima. El tapís que va teixir durant el seu empresonament va ser trobat cobrint el costat del vaixell.
La Dama de Shalott (1888) és una de les obres més famoses de John William Waterhouse. És l'epítom de l'estil prerafaelita. Aquesta peça inclou el tractament prerafaelita de la natura, una noció comprensiva cap al subjecte retratat, el detall i el color viu, que és la marca comercial de les obres d'art prerafaelites. L'obra retrata la dama que és el personatge principal en el poema de Tennyson, enfrontant-se al seu destí. Ha fet el seu camí amb aquesta petita canoa amb algunes de les seves pertinences. Havia estat confinada a les seves estances, no se'ls permetia sortir al carrer o fins i tot mirar a l'aire lliure. En el poema, se li imposava una maledicció, però ella desafiava les regles de la maledicció per veure si podia viure fora del seu confinament. Aquest és el moment què es representa a la pintura de John William Waterhouse: quan surt per a enfrontar-se el seu destí. L'artista la capta asseguda damunt el seu tapís teixit, que mostra la forta atenció de Waterhouse pels detalls.
Amb una mirada ràpida, simplement es veu com una pintura a l'oli sobre tela d'una dona en una canoa. Però amb una observació més acurada, la pintura està plena de referències metafòriques. Hi ha una llanterna a la part davantera del seu vaixell; en el poema de Tennyson i es recull també a la imatge de Waterhouse, aviat serà fosc. També, amb una mirada més propera, es pot veure un crucifix col·locat prop de la part frontal de la proa, i la dama està mirant per sobre seu. Al costat de la creu hi ha tres espelmes que representen la vida - dues de les veles ja s'han apagat, el que significa que la seva mort està per venir. A part dels detalls metafòriques, en aquesta pintura es valora l'habilitat amb la pintura realista de John William Waterhouse. La dama i l'aigua i el paisatge al seu voltant són gairebé impecables, però, és clar que la dama és el punt focal ideal pels colors intensos. El seu vestit és blanc rígid contra els tons molt més foscos del fons. Es tracta d'un quadre gran, amb dos metres d'ample, es tracta d'unes dimensions inusuals per a un tema com aquest en 1888. Aquesta pintura és una de les millors representants del prerafaelitisme.
La pintura "La Dama de Shalott" va ser donada al públic per Sir Henry Tate el 1894.

## Òpera
El compositor danès Carl Busch, va escriure una òpera basada en aquest personatge.